# أندريه فولسيا
أندريه فولسيا (2 يوليو 1922 – 1998) هو مبارز بالسيف روماني راحل، مثّل بلاده في الألعاب الأولمبية الصيفية 1952.

## روابط خارجية
أندريه فولسيا على موقع أوليمبيديا (الإنجليزية)